# Infiniti QX80
Infiniti QX — сімейство позашляховиків люкс класу японської компанії Infiniti. Випускається в США з 1996 року. З 2013 року модель називається Infiniti QX80.

## Перше покоління

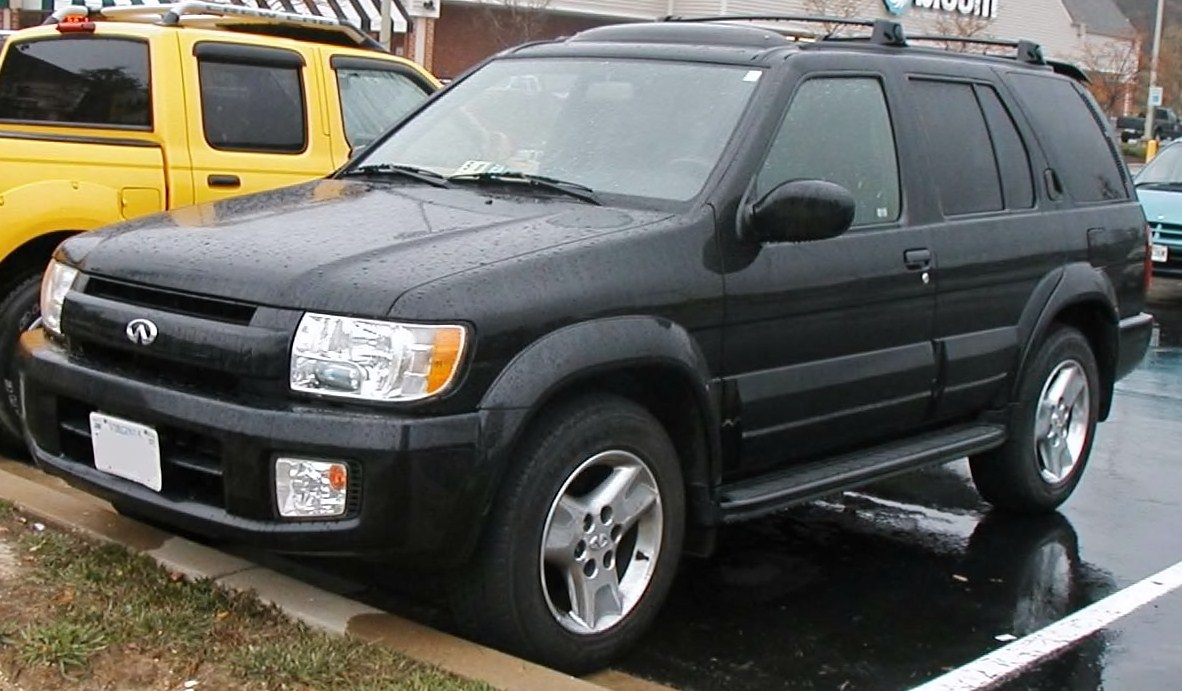
Infiniti QX4 (2000-2003)

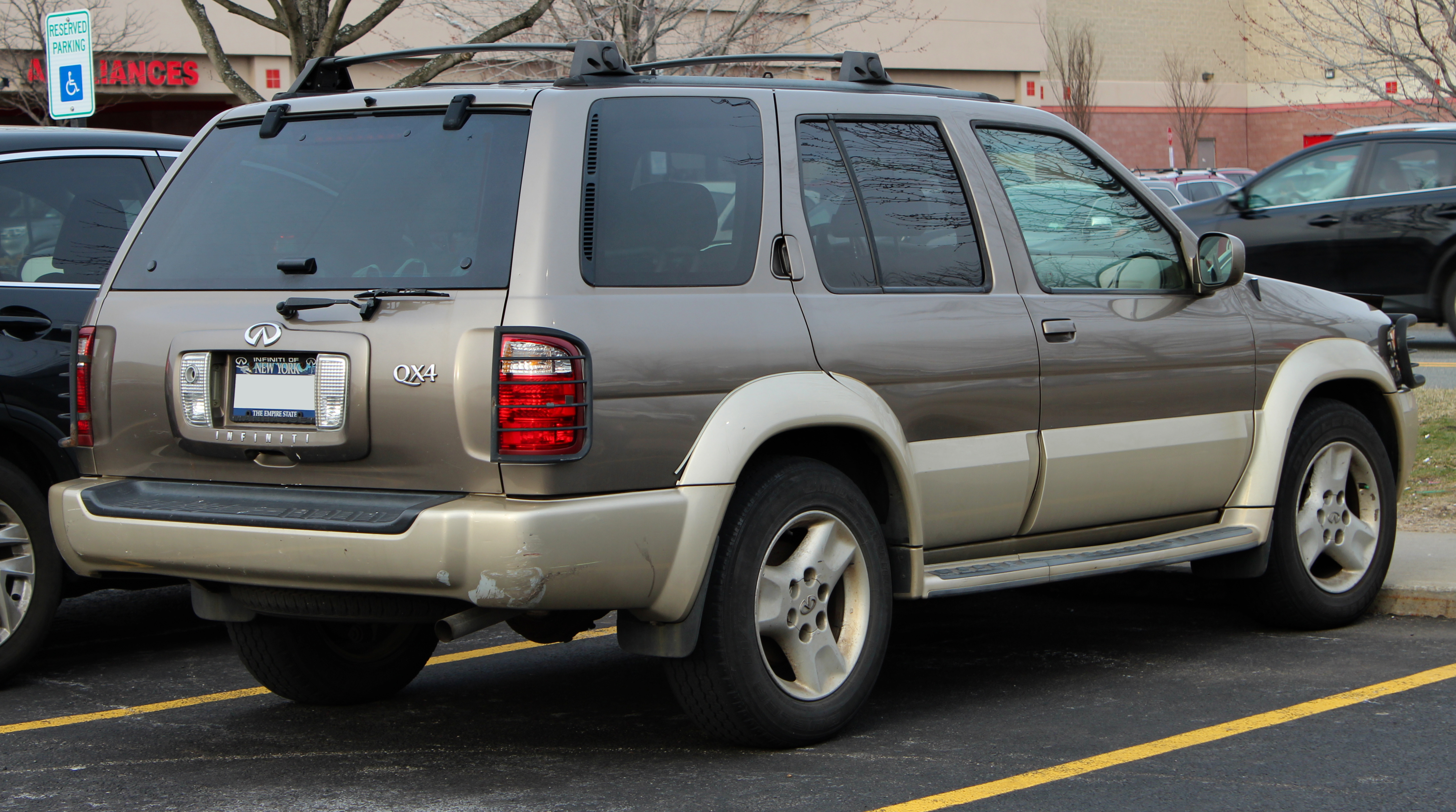
Infiniti QX4

Перше покоління позашляховика преміум-класу Infiniti QX, технічно є аналогом моделі Nissan Pathfinder, було випущено в 1996 році як відповідь на Acura SXL і Lexus LX 450 на північноамериканському ринок. Модель виготовлялася до 2003 року, зазнавши невелике оновлення в 2000 році. У Японії позашляховик Infiniti QX4 продавався під ім'ям Nissan Terrano Regulus

### Двигуни
- 3,3 л VG33E V6 168 к.с. (1996-2000)
- 3,5 л VQ35DE V6 240 к.с. (2000-2003)

## Друге покоління

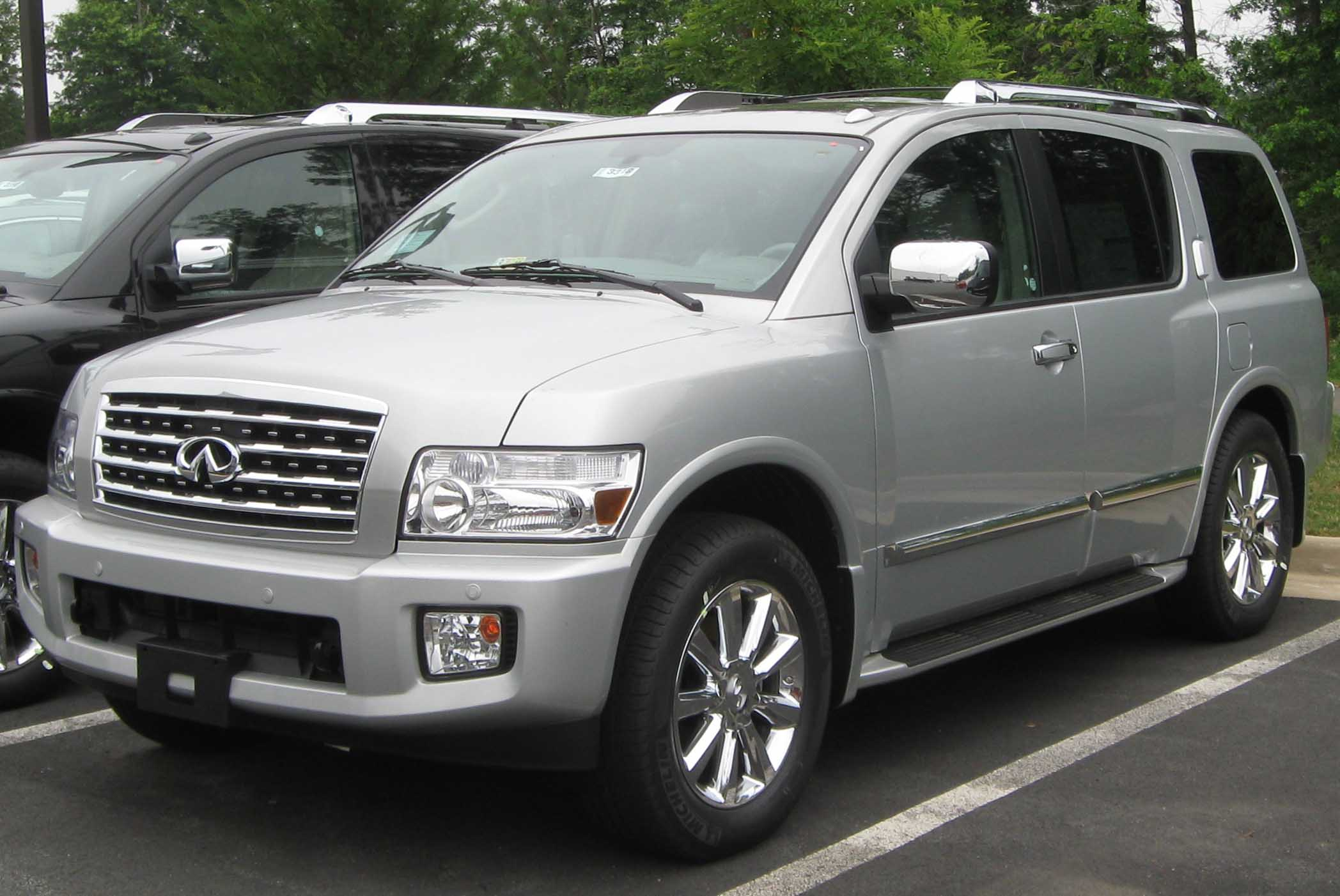
Infiniti QX56 (2008-2010)

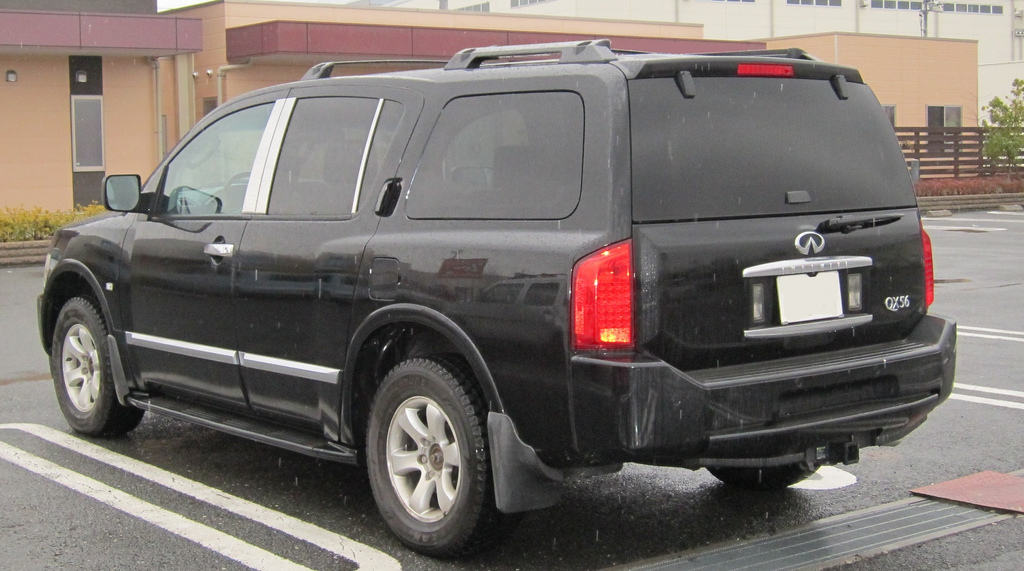
Infiniti QX56

Друге покоління, що отримало індекс QX56 завдяки 325-сильній бензиновій «вісімці» 5.6 під капотом, виготовлявся з 2004 року до 2010 року, по суті, агрегатним «близнюком» моделі Nissan Armada, яка реалізується на ринку США.
QX56 комплектувався двигуном VK56DE V8 об'ємом 5,6 літра і потужністю 325 к.с. Трансмісія — п'ятиступінчастий автомат, постійний повний привід, або привід тільки на задні колеса. В основі — лонжерона рама. Задня підвіска — незалежна, на подвійних поперечних важелях, завдяки чому вдалося досягти високої плавності ходу і хорошої керованості.
У семимісному салоні — три ряди сидінь, а по запасу простору для ніг пасажирів другого ряду Армаді немає рівних у класі: між передніми і середнім сидіннями — більше метра. Важіль автоматичної коробки — на центральному тунелі. Ручки задніх дверей зроблені на дверній стійці. Ця традиція ведеться з 1986 року, родоначальником якої був Nissan Pathfinder.

### Двигун
- 5.6 л V8 VK56DE 325 к.с.

## Третє покоління
У березні 2010 року було офіційно представлено третє покоління Infiniti QX під назвою Infiniti QX56. Преміум-позашляховик побудований на платформі Nissan Patrol 2011 модельного року. Новий автомобіль став на 35,5 мм довший, на 28 мм ширший і на 96,5 мм нижчий від свого попередника. Коефіцієнт лобового опору повітря у нового кузова становить 0,37 одиниць, автомобіль може бути 7 - або 8-місним залежно від кількості рядів сидінь. 
Єдиний доступний для QX56 2011 модельного року двигун - 5,6-літровий V8 потужністю 400 к.с., який працює в парі тільки з 7-ступінчастою АКПП. Підвіска всіх коліс позашляховика є незалежною, а гальмівні механізми - дисковими (діаметр дорівнює 13,8 дюйма). Як і новий Nissan Patrol, Infiniti QX56 2011 модельного року втратив класичний задній міст. Відповідно до прес-релізу, продажу позашляховика на ключових ринках почнуться восени 2010 року.
З 2013 року модель називається Infiniti QX80 відповідно до нового позначення всього модельного ряду компанії Infiniti.
В 2014 році модель оновили, змінивши зовнішній вигляд. QX80 отримала нові передні і задні фари LED денні ходові вогні і передні вказівники поворотів, новий дизайн коліс (включаючи нові 22-дюймові алюмінієві диски).
З функцій обов'язкових в цьому класі сьогодні - тільки зв'язок зі смартфоном по Bluetooth. Про підтримку протоколу Apple CarPlay говорити поки не доводиться. Екран бортового комп'ютера - монохромний. В салонному дзеркалі заднього виду сховався ще один екран. На нього можна вивести картинку з додаткової камери, захованої за заднім склом. У порівнянні з традиційним відображенням, сектор огляду виходить ширший, і його не обмежують ні деталі інтер'єру, ні пасажири. У передніх підголівниках розташувалося два 8-дюймових екрани.
В 2020 році в стандартну комплектацію QX80 додали підтримку сервісів Apple CarPlay і Android Auto. Автомобіль доступний в версіях Luxe і Luxe ProActive. Обидві моделі обладнані восьмициліндровим V-подібним двигуном об'ємом 5.6 л і семиступінчастою автоматичною коробкою передач. У стандартну комплектацію входить задній привід, за додаткову плату доступний повний.
У 2021 році позашляховик отримав стандартний адаптивний круїз-контроль.  
Об'єм багажника Infiniti QX80 складає 470 л, максимальний об'єм вантажного простору - 2693 л. 
У 2024 році версія QX80 Sensory отримала опціональний пакет Dark Chrome Appearance, який затемнює елементи кузова.  

### Двигун
- 5.6 л VK56VD V8 400 к.с.

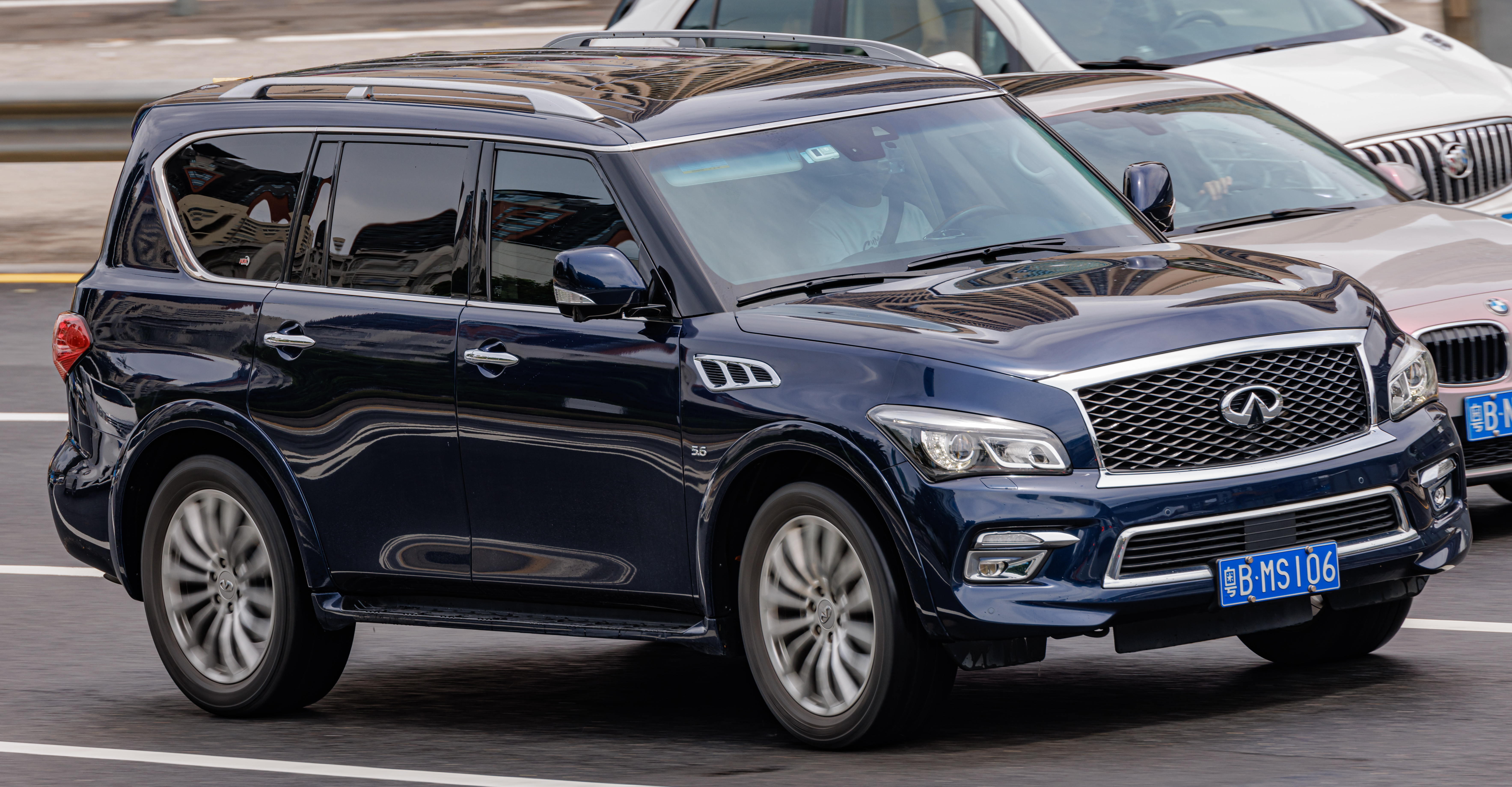
Infiniti QX80 (2014-2018)
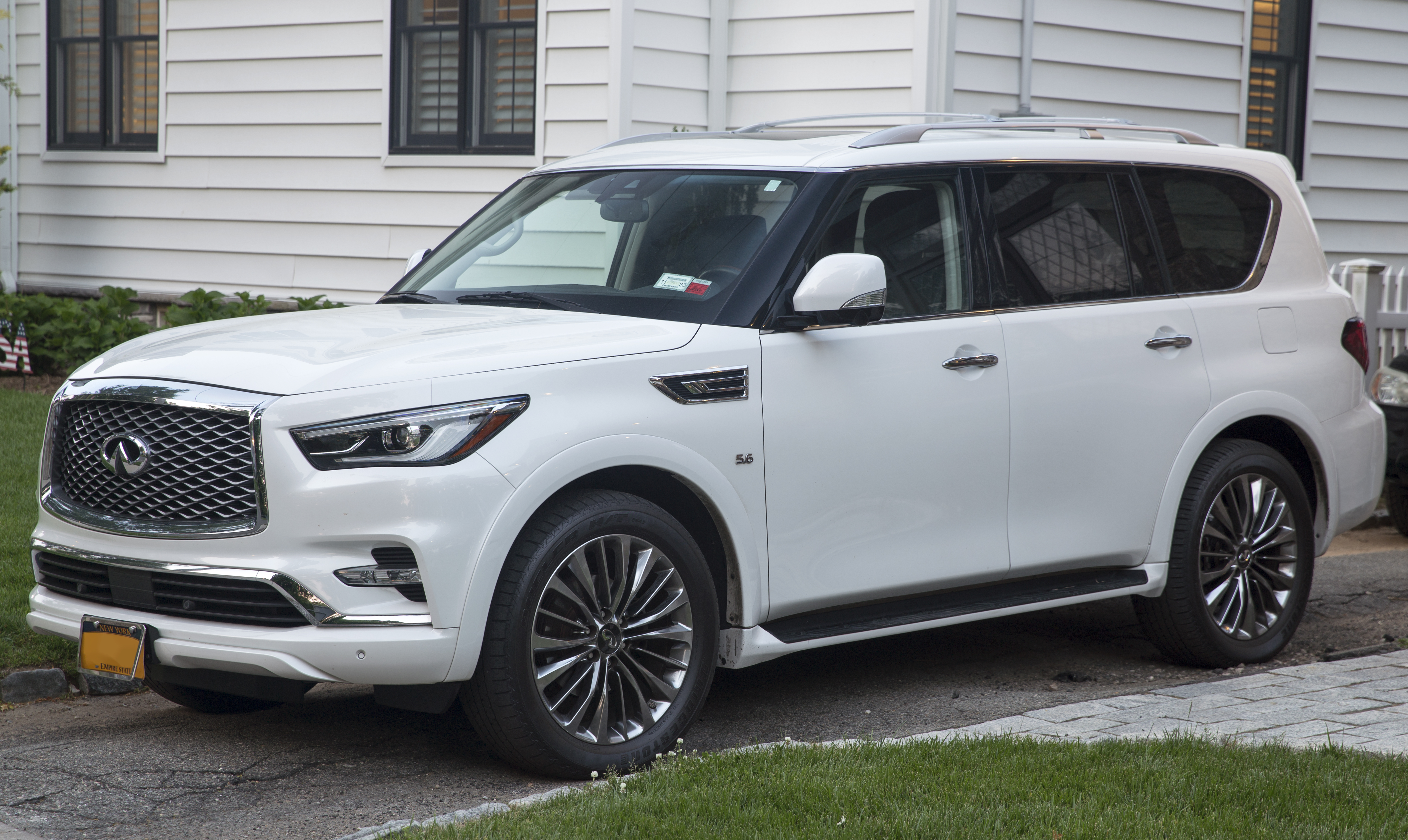
Infiniti QX80 (2018-2024)
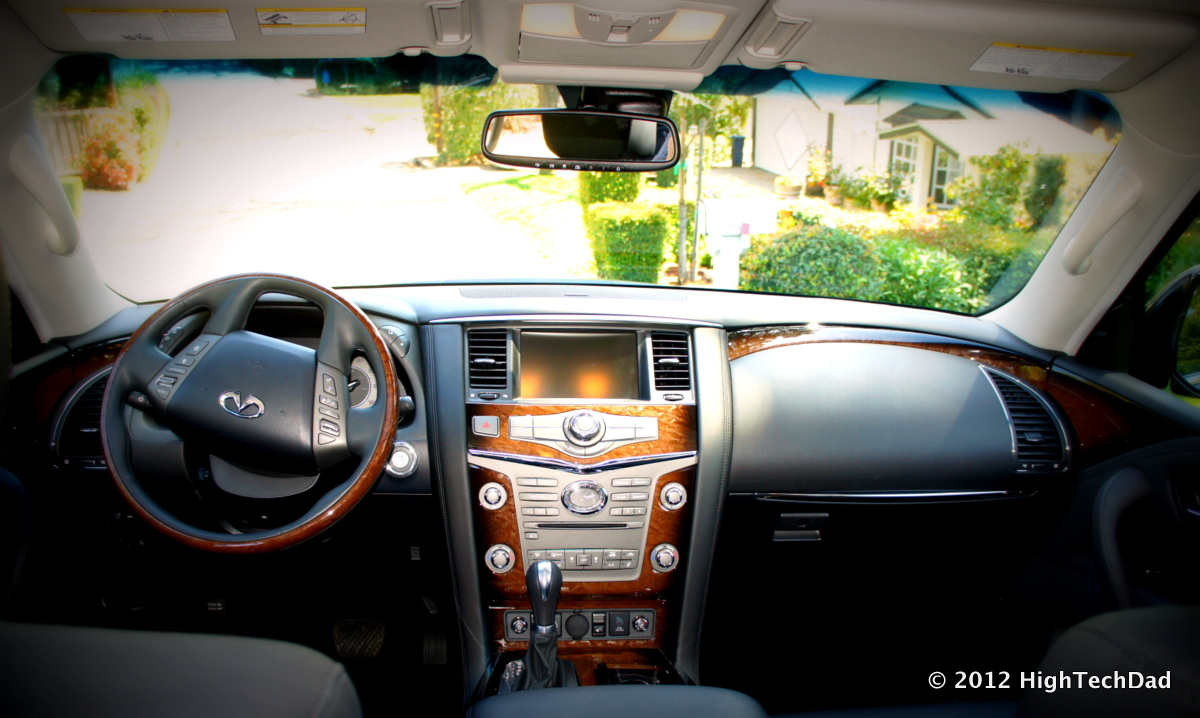

## Четверте покоління

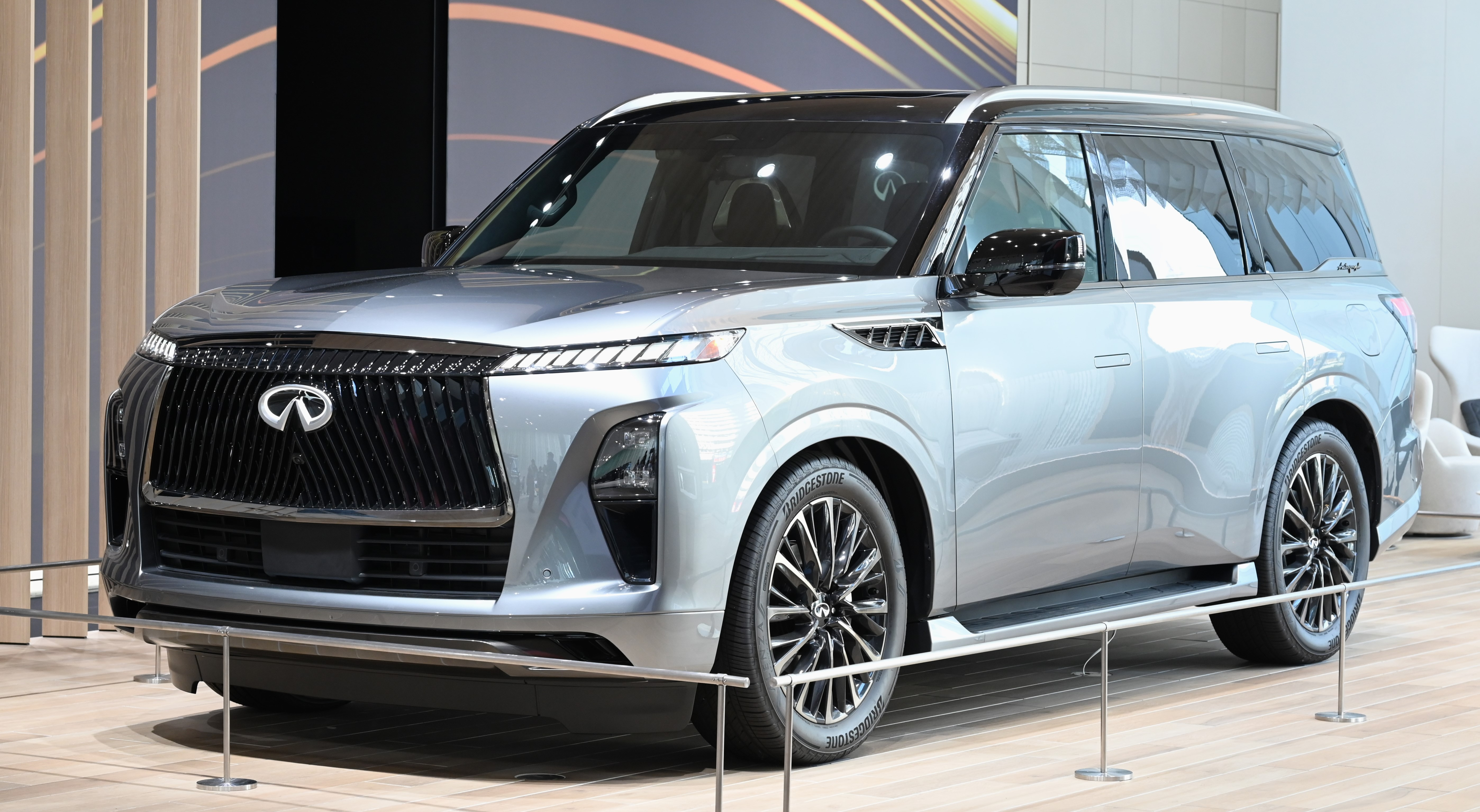
Infiniti QX80 (з 2024)

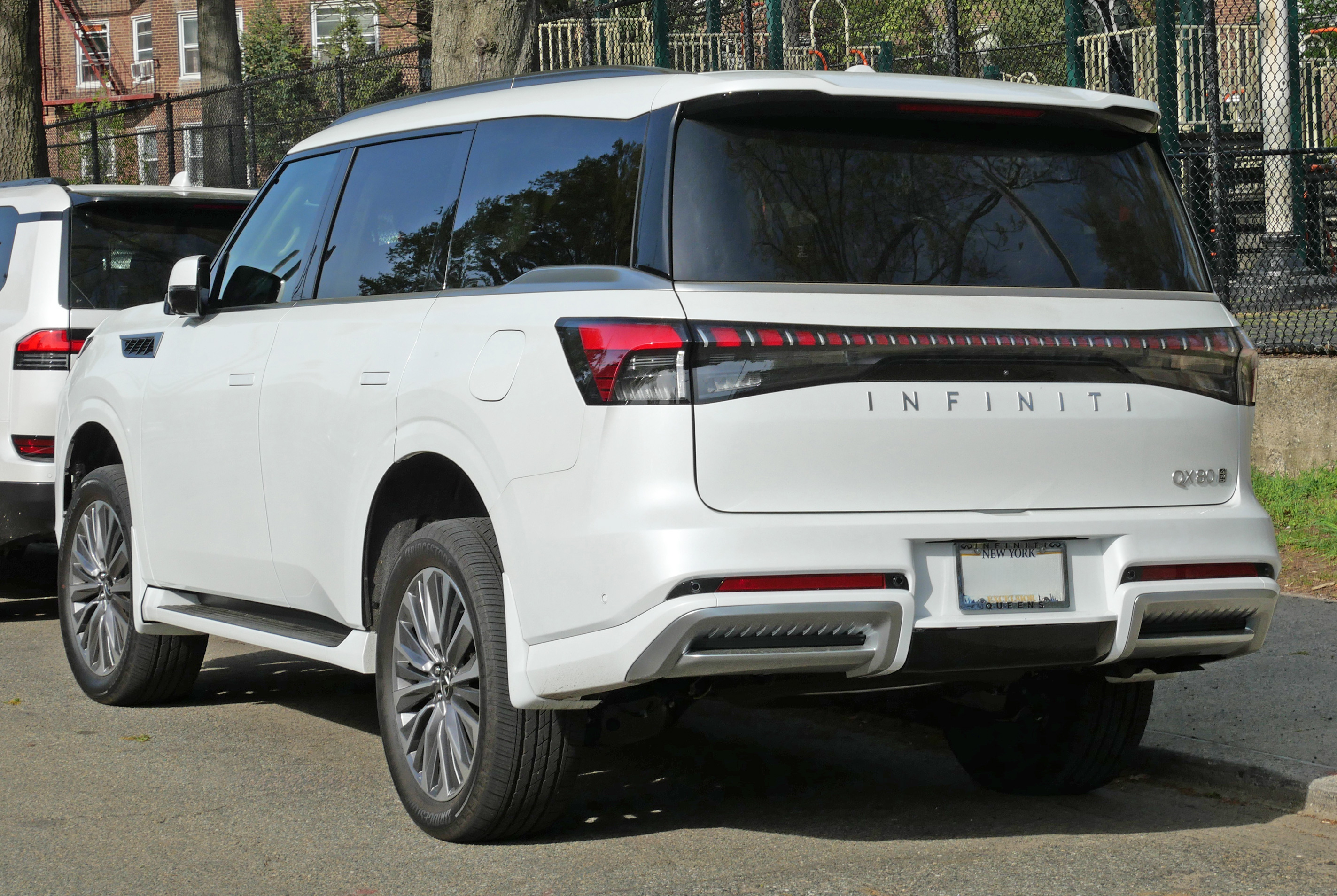

QX80 Z63 був представлений як QX Monograph Concept 17 серпня 2023 року.    
Тизер серійної моделі відбувся 27 лютого 2024 року, і новий QX80 був представлений 20 березня 2024 року для 2025 модельного року з чотирма рівнями комплектації, доступними на випуск: Pure, Luxe, Sensory і Autograph.   

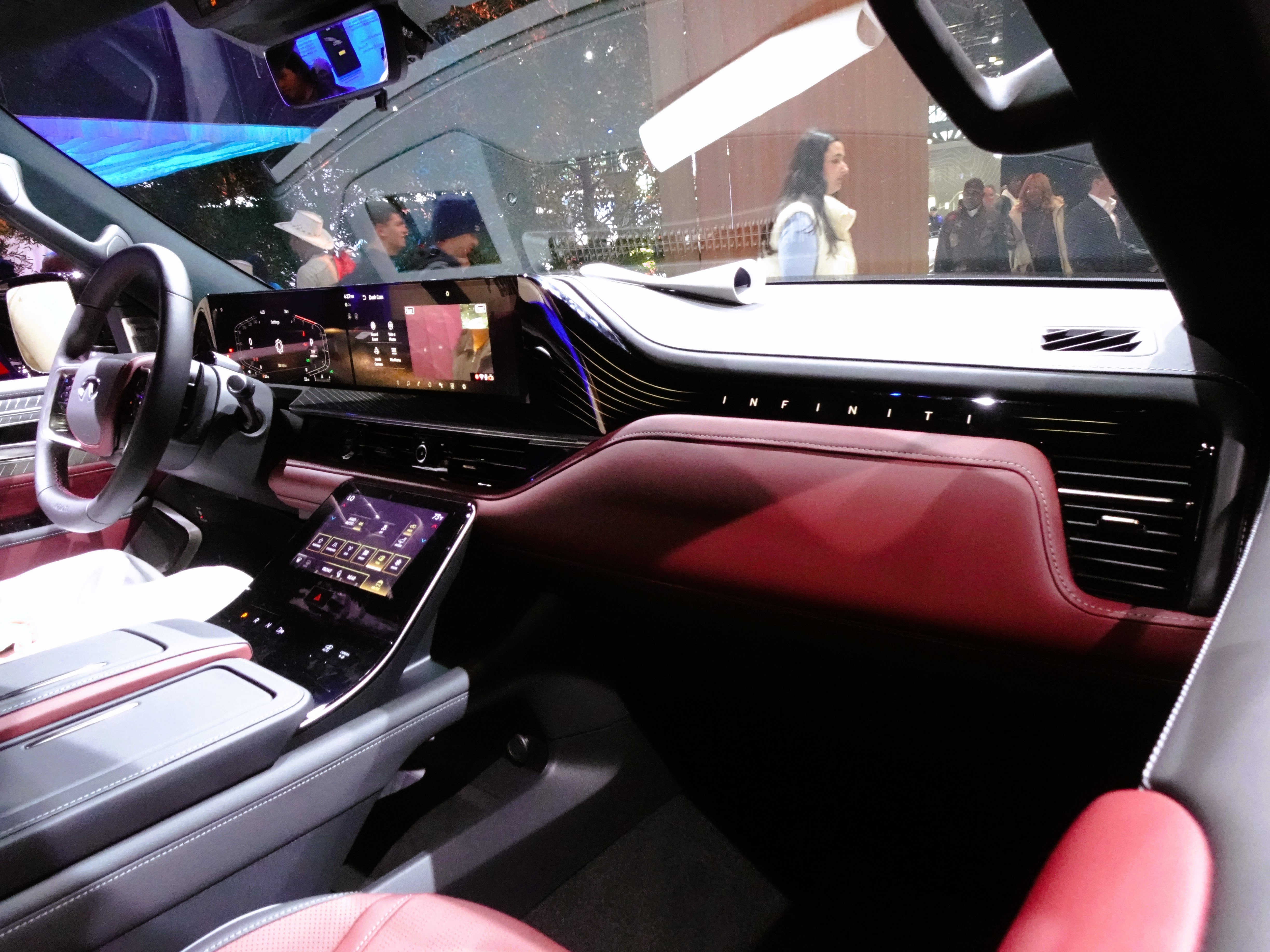

### Двигун
- 3.5 л VR35DDTT V6 450 к.с.

## Продажі
| рік  | США    |
| ---- | ------ |
| 2004 | 13,136 |
| 2005 | 14,711 |
| 2006 | 11,694 |
| 2007 | 12,288 |
| 2008 | 7,657  |
| 2009 | 6,440  |
| 2010 | 11,918 |
| 2011 | 13,428 |
| 2012 | 15,310 |
| 2013 | 13,148 |
| 2014 | 12,935 |
| 2015 | 15,646 |
| 2016 | 16,772 |
| 2017 | 17,881 |
| 2018 | 19,207 |
| 2019 | 19,113 |
| 2020 | 16,125 |